# Triphosa dubiosata
Triphosa dubiosata là một loài bướm đêm trong họ Geometridae.